# Meioneta llanoensis
Meioneta llanoensis är en spindelart som först beskrevs av Willis J. Gertsch och Davis 1936.  Meioneta llanoensis ingår i släktet Meioneta och familjen täckvävarspindlar. Inga underarter finns listade i Catalogue of Life.